# Vincent Lübeck
Vincent Lübeck (ur. we wrześniu 1654 w Padingbüttel, zm. 9 lutego 1740 w Hamburgu) – niemiecki kompozytor i organista.

## Życiorys
Uczył się u swojego ojca, organisty we Flensburgu. W latach 1675−1702 pełnił funkcję organisty w kościele św. Kosmy i Damiana w Stade, następnie od 1702 roku do śmierci był organistą kościoła św. Mikołaja w Hamburgu. Za życia cieszył się autorytetem jako pedagog i ekspert organmistrzowski.

## Twórczość
Z jego twórczości organowej zachowało się zaledwie 9 utworów. Są to preludia i fugi w stylu przypominającym dzieła Buxtehudego, pozwalające zaliczyć Lübecka do czołowych przedstawicieli północnoniemieckiej szkoły organowej. Ponadto był autorem m.in. kilkunastu kantat i utworów przeznaczonych na instrumenty klawiszowe. Wpływy muzyki Lübecka widać we wczesnych utworach Johanna Sebastiana Bacha.